# The Offspring Collection
The Offspring Collection è un cofanetto del gruppo musicale statunitense The Offspring, pubblicato il 4 agosto 1999 dalla Epitaph Records.
Contiene quattro singoli nelle loro versioni CD: Come Out and Play, Self Esteem, Gotta Get Away e Pretty Fly (for a White Guy).
Inoltre nella raccolta sono presenti due bottoni che recitano Pretty Fly e For a White Guy, uno sticker degli Offspring, un tatuaggio temporaneo ad applicazione istantanea con scritto "31" ed anche una T-shirt XL che recita Pretty Fly sul davanti ed Offspring 31 dietro.

## Tracce

### Come Out and Play CD singolo
1. Come Out and Play – 3:17
2. Session – 2:33
3. Come Out and Play (Acoustic) – 1:31

### Self Esteem CD singolo
1. Self Esteem – 4:17
2. Burn It Up – 2:43
3. Jennifer Lost the War – 2:35

### Gotta Get Away CD singolo
1. Gotta Get Away – 3:56
2. Forever and a Day – 2:37
3. We Are One – 4:00

### Pretty Fly (for a White Guy) CD singolo
1. Pretty Fly (for a White Guy) – 3:08
2. Pretty Fly (for a White Guy) (The Geek Mix) – 3:07
3. Pretty Fly (for a White Guy) (The Baka Boyz Low Rider Remix) – 3:03
4. All I Want (Live) – 2:02

## Formazione
- Dexter Holland - voce, chitarra
- Noodles - chitarra, cori
- Greg K - basso, cori
- Ron Welty - batteria
- Chris "X-13" Higgins - cori, percussioni